# Grote Moskee van Brussel

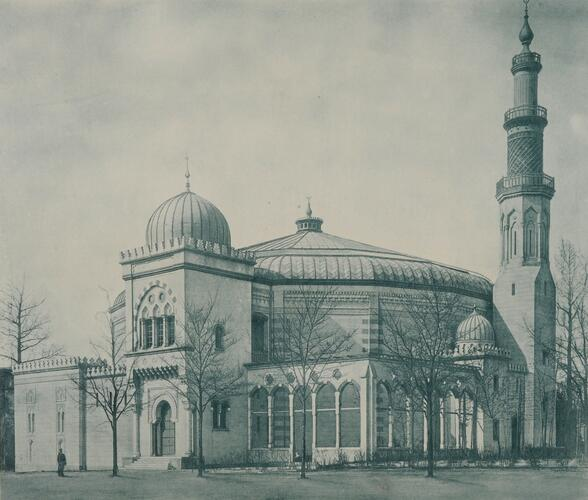
Het oorspronkelijke gebouw op een foto uit 1898

De Grote Moskee van Brussel (Frans: Grande Mosquée de Bruxelles) is een bouwwerk en monument van onroerend erfgoed uit 1879 gelegen in het Jubelpark in Brussel. Het bouwwerk maakte eerst deel uit van het tentoonstellingsaanbod van de Wereldtentoonstelling van 1897 en is sinds 1978 in gebruik als en ook hernoemd tot een moskee.

## Geschiedenis
Het oorspronkelijke gebouw is uit 1879 en werd ontworpen door architect Ernest Van Humbeeck in neomoorse stijl. Dit Oosters Paviljoen was bedoeld voor de Nationale Tentoonstelling van 1880 en werd opnieuw gebruikt voor de Wereldtentoonstelling van 1897, met name voor het Oriëntaalse deel over Egypte. Het moest onderdak bieden aan het panoramisch schilderij van Émile Wauters, Caïro en de oevers van de Nijl. Dit werk uit 1880-1881 was teruggekeerd uit de afgebrande Neue Panorama te Wenen en opgeborgen in een Molenbeekse loods. Graaf Louis Cavens kocht het in 1895 aan en schonk het na restauratie aan de Belgische Staat. Na de wereldtentoonstelling werd het gebouw weldra gesloten voor het publiek. Het raakte in verval en het panorama had te lijden onder vochtinfiltratie. Na een nieuwe restauratie van het panorama in 1923 ging het paviljoen weer open. Daarmee was het gebouw niet van de vochtproblemen verlost en bovendien stelde de overheid geen bewaker aan, zodat een nieuwe periode van verwaarlozing intrad.
Als dank voor de financiële steun die de Saoedische koning Faisal bin Abdoel Aziz tijdens zijn bezoek aan België in 1967 had verleend aan de slachtoffers van de grote brand in het Brusselse warenhuis Innovation, schonk Koning Boudewijn hem in datzelfde jaar het Oosters Paviljoen. Het gebouw zou worden heringericht tot een moskee en cultureel centrum voor de islamitische gemeenschap in België. In 1969 sloten Marokko, Saoedi-Arabië en de Belgische Regie der Gebouwen een overeenkomst waardoor het ICC, het Islamitisch Cultureel Centrum van België, het gebouw voor 99 jaar in erfpacht kreeg. De aanpassing aan de nieuwe functie gebeurde op kosten van de Saoedi's naar plannen van de Tunesische architect Mongi Boubaker (1975). Het gereconstrueerde gebouw, waarvan de ronde structuur behouden was maar het uitzicht grondig gewijzigd, werd in 1978 plechtig ingewijd in aanwezigheid van Koning Boudewijn en de Saoedische koning Khalid bin Abdoel Aziz al-Saoed.

## Islamitisch Cultureel Centrum
Van bij haar oprichting in 1969 staat het Islamitisch Cultureel Centrum van België (ICC) in voor de ontvangst, de benoeming en sinds 1989 ook voor de opleiding van hoofdzakelijk buitenlandse imams en docenten islamonderwijs en Arabisch. Tot de oprichting van de (voorlopige) Moslim Executieve in 1993 gold het ICC als het bevoorrechte vertegenwoordigingsorgaan van de moslimgemeenschap in België.
Volgens de Staatsveiligheid wordt het ICC in belangrijke mate gefinancierd vanuit Saoedi-Arabië, via de Islamitische Wereldliga. De Islamitische Wereldliga is een internationale niet-gouvernementele organisatie die in 1962 in Mekka door de toenmalige Saudi-Arabische kroonprins Fayçal Ibn Abdel Aziz werd opgericht. De Islamitische Wereldliga heeft een uitgesproken proselitisch programma, met name het uitoefenen van de dawa, het verspreiden en versterken van een wahabitische interpretatie van de islam in zowel moslim- als niet-moslimlanden. In 1982 werd het ICC ook de Europese zetel van de Islamitische Wereldliga. De bestuurders van het ICC hebben ook allen banden met Saoedi-Arabië.
In de onderzoekscommissie naar de aanslagen in Brussel van 22 maart 2016 zei administrateur-generaal Jaak Raes van de Staatsveiligheid dat het ICC tussen 2012 en 2014 1,2 miljoen euro uitgegeven had aan personeel voor het uitdragen van zijn ideologie en ook 600.000 euro had verdeeld onder de vorm van schenkingen aan personen en associaties die een islamistische visie propageren.

## Extremisme
Sinds de aanslagen in Parijs in november 2015 gingen er steeds meer stemmen op om de erfpachtovereenkomst met Saoedi-Arabië op te zeggen of ten minste het toezicht op de opleiding en de financiering van de imams in de moskee te verscherpen. Volgens sommigen zou de Centrale Moskee omwille van zijn wahabitische strekking de radicalisering van jonge moslims in de hand werken.
In december 2015 vroeg Minister van Binnenlandse Zaken Jan Jambon, bevoegd voor de Regie der Gebouwen die het gebouw beheert, de Staatsveiligheid om een doorlichting van de prediking en de invloeden van de moskee. Zich baserend op het rapport van de Staatsveiligheid van medio 2016 verklaarde Minister Jambon op 26 juni 2016 in een interview met RTL TVI dat "de Grote Moskee momenteel geen groot probleem van radicalisering stelt, en al zeker niet meer dan andere erkende moskeeën". Volgens hem radicaliseren de meeste jonge Belgische Syriëstrijders onder invloed van jihadistische predikers op internet of in de zogenaamde clandestiene 'garagemoskeeën'.
De onderzoekscommissie naar de aanslagen in Brussel adviseerde in oktober 2017 om de vergunning van de moskee in te trekken. De Belgische minister van Binnenlandse Zaken Jan Jambon zegt deze aanbeveling uit te zullen voeren.

### Khalid Alabri
In augustus 2015 bleek uit documenten op WikiLeaks dat de Belgische overheid druk legde op Saoedi-Arabië om Khalid Alabri, de directeur van het ICC, terug te roepen. Hij zou erg anti-joodse en salafistische preken hebben gehouden.

### Abdelhadi Sewif
Na de aanslagen in Brussel stelde Abdelhadi Sewif, de hoofdimam van de Grote Moskee van Brussel, in een uitzending van de televisiezender Al-Ghad Al-Arabi (VAE) dat het niet mogelijk was te bidden voor de zielen van de niet-islamitische slachtoffers die in Brussel stierven. Een moslim mag namelijk in het algemeen niet bidden voor een overledene die als niet-moslim stierf. Hij mag echter wel de nabestaanden steunen en voor hen bidden, ook al zijn deze niet-moslim. Deze opinie werd overigens gedeeld door de Raad der Theologen van de Moslimexecutieve.
In oktober 2017 werd het verblijfsrecht van Abdelhadi Sewif ingetrokken door Staatssecretaris voor Asiel en Migratie Theo Francken. Volgens Francken is Sewif een 'geradicaliseerde salafist' en vormt hij een 'gevaar voor de nationale veiligheid', maar Sewif ontkende deze aantijgingen. Ook ging hij in beroep tegen de intrekking van zijn verblijfsvergunning. Daarop vernietigde de Raad voor Vreemdelingenbetwistingen het uitwijzingsbevel tegen hem.

## Overdracht
Op 1 april 2019 trok het Islamitisch Cultureel Centrum van België zich terug als beheerder van de Grote Moskee. Het ICC en de Islamitische Wereldliga verbraken de erfpacht uit 1969. De Grote Moskee werd door de Belgische overheid onder het voorlopige bestuur geplaatst van de Moslimexecutieve die vier imams aanstelde voor de gebeden in de moskee. In januari 2020 diende de Moslimexecutieve eveneens een erkenningsdossier voor de Grote Moskee in. Het dossier dient goedgekeurd te worden door de Federale Overheidsdienst Justitie en de plaatselijke gemeente, in dit geval de stad Brussel.
Deze overgangssituatie verminderde dan wel de invloed van de wahabitische strekking van de islam, critici stelden dat andere moskeeën in Brussel intussel al lang meer invloed kregen en evengoed gecontroleerd moeten worden. Zo groeide een grote groep moslims die met duizenden aan het vrijdaggebed deelnemen in de  Al Khalilmoskee in Molenbeek, wat dan ook in getalsterkte de grootste van de Belgische moskeeën zou vormen die zowel qua oppervlakte als qua bezoekscijfers gezien wordt als de grootste Belgische moskee.